# Zé Roberto Guimarães
José Roberto Lages Guimarães (Quintana, 31 de julho de 1954), conhecido como Zé Roberto Guimarães ou simplesmente Zé Roberto, é um ex-jogador de vôlei e atual técnico da Seleção Brasileira de Voleibol Feminino. Considerado legendário pela Federação Internacional de Voleibol, é o único técnico no mundo campeão olímpico com seleções de ambos os sexos: a seleção masculina em Barcelona 1992 e a seleção feminina em Pequim 2008 e Londres 2012. Único tricampeão olímpico do esporte brasileiro, ele também é formado em Educação Física.

É irmão do técnico da Seleção Brasileira de Vôlei Sentado Fernando Guimarães.

## Biografia
Jogador
Nascido no estado de São Paulo, começou sua carreira no mundo do voleibol nos anos 1970, quando atuou como jogador entre os anos de 1969 e 1981. Jogando na posição de levantador, ele defendeu vários times brasileiros e também atuou no voleibol Italiano. Além disso defendeu a Seleção Brasileira de Voleibol Masculino, com a qual conquistou dois campeonatos sul-americanos consecutivos (1975 e 1977) e participou das Olimpíadas de Montreal em 1976. Naquela edição, o Brasil ficou em sétimo lugar.
Técnico
Depois de atuar como jogador durante anos, José Roberto iniciou sua carreira como assistente técnico de Bebeto de Freitas em 1988. Antes mesmo de deixar de ser jogador, ele se graduou em educação física. Nos anos 1990 começou a treinar equipes nacionais femininas entre os anos de 1989 e 1991.
A partir do ano de 1992 José Roberto começou a treinar equipes nacionais masculinas. Daí surgiu a oportunidade de comandar a Seleção Brasileira de Voleibol Masculino, onde conquistou os resultados mais expressivos do voleibol masculino brasileiro como a medalha de ouro na Olimpíadas de Barcelona em 1992, dentre outros títulos de Liga Mundial, Sul-americano e Copa do Mundo de Voleibol. José Roberto permaneceu na Seleção Masculina até a Olimpíada de Atlanta em 1996. Depois disso deixou de trabalhar com o voleibol e virou gerente de futebol no Corinthians.
Em 2000 José Roberto volta a ser técnico de voleibol pela equipe feminina do Osasco onde conquistou vários títulos estaduais, nacionais e internacionais, além de três títulos da Superliga.

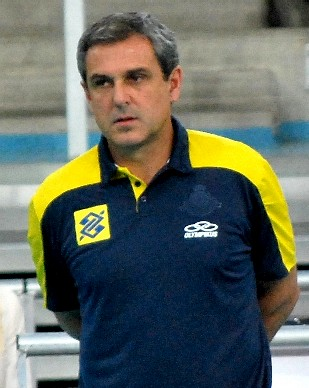
José Roberto Guimarães durante o Grand Prix de 2012

No ano de 2003, ele assumiu a Seleção Brasileira de Voleibol Feminino, promovendo uma renovação. Conquistou inúmeros títulos como Grand Prix, Sul-americano, Montreux Volley Masters e Copa dos Campeões. Mas também acumulou alguns fracassos como o da Olimpíadas de Atenas de 2004, Campeonato Mundial de Voleibol de 2006 e Jogos Pan-americanos de 2007. Em 2008, José Roberto conquista o heptacampeonato do Grand Prix e a primeira medalha de ouro olímpica do voleibol feminino brasileiro.
Em Londres 2012, José Roberto se tornou o primeiro técnico de voleibol do mundo a conquistar três medalhas de ouro olímpicas: uma no masculino e duas no feminino. O time brasileiro comandado por ele, após um início de competição difícil - na fase de grupos a seleção não foi bem e quase ficou de fora da etapa de chaves - chegou à final batendo os EUA por 3x1. O primeiro set foi vencido pela seleção norte- americana por 25 a 11, mas a Seleção Brasileira virou o jogo vencendo os 3 sets seguintes e garantindo a medalha olímpica de ouro.

## Como jogador
José Roberto atuou na maioria da sua carreira de jogador em clubes brasileiros, além de atuar por dois anos no voleibol italiano.
| Clube               | País   | Ano       |
| ------------------- | ------ | --------- |
| Randi Esporte Clube | Brasil | 1967–1979 |
| Pirelli/Santo André | Brasil | 1979–1982 |
| Olímpico Blumenau   | Brasil | 1982      |
| Atlético Mineiro    | Brasil | 1983      |
| Paulistano          | Brasil | 1984      |
| Banespa             | Brasil | 1985      |
| Transbrasil         | Brasil | 1986      |
| ASBAC               | Brasil | 1987      |
| Marcolin Belluno    | Itália | 1988-1989 |

## Como treinador
Começou a atuar como treinador em 1989. Dirigiu inúmeros times nacionais e um italiano. Comandou Seleção Brasileira de Voleibol Masculino de 1992 a 1996 e conquistou a medalha de ouro nas Olimpíadas de 1992, em Barcelona. Foi treinador do clube Banespa de 1996 a 1997.
Na temporada 2002/03, foi eleito o melhor técnico pela Confederação Brasileira de Voleibol (CBV) e em 2008 foi eleito o melhor técnico de esportes coletivos. Atualmente é treinador da Seleção Brasileira de Voleibol Feminino, onde conquistou a medalha de ouro olímpica nas Olimpíadas de 2008 e Olimpíadas de 2012.
| Clube                 | País    | De   | Até   |
| --------------------- | ------- | ---- | ----- |
| Paineiras do Morumby  | Brasil  | 1989 | 1989  |
| Pão de Açúcar/Colgate | Brasil  | 1989 | 1991  |
| Colgate/São Caetano   | Brasil  | 1991 | 1992  |
| Esporte Clube Banespa | Brasil  | 1996 | 1997  |
| Dayvit/Barueri        | Brasil  | 1997 | 1998  |
| Finasa/Osasco         | Brasil  | 2000 | 2005  |
| Unisul/Nexxera        | Brasil  | 2005 | 2006  |
| Scavolini Pesaro      | Itália  | 2006 | 2009  |
| Fenerbahçe            | Turquia | 2010 | 2012  |
| Vôlei Amil            | Brasil  | 2012 | 2014  |
| Barueri               | Brasil  | 2016 | 2023  |
| THY                   | Turquia | 2023 | atual |

## Principais títulos
Como Jogador
- Pirelli/Santo André
  - Campeonato Brasileiro: 1982
- Pela Seleção
  - Campeonato Sul-Americano de Voleibol Masculino: 1975, 1977

Como Treinador

### Por clubes
- Campeão da Liga Nacional pelo Colgate/São Caetano (1991/1992)
- Campeão Paulista pelo Dayvit/Barueri (1997)
- Bicampeão Estadual pelo Finasa/Osasco (2001 e 2002)
- Tricampeão da Superliga pelo Finasa/Osasco (2002/2003, 2003/2004 e 2004/2005)
- Campeão da Copa Itália pelo Scavolini Pesaro 2008/2009
- Campeão da Liga Italiana pelo Scavolini Pesaro 2008/2009
- Campeão do Mundial de Clubes 2010 pelo Fenerbahçe
- Campeão da Liga das Campeãs Europeia de Clubes 2012 pelo Fenerbahçe
- Campeão Paulista 2019/2020 pelo São Paulo/Barueri

## Pela seleção masculina
- Medalha de Ouro nos Jogos Olímpicos de Barcelona 1992
- Campeão do World Top Four 1992
- Campeão da Liga Mundial 1993
- Bicampeão Sul-americano (1993 e 1995)
- Medalha de Bronze na Liga Mundial 1994
- Medalha de Prata na Liga Mundial 1995
- Medalha de Bronze na Copa do Mundo de Vôlei 1995
- Medalha de Bronze na Liga Mundial 1996

### Pela seleção feminina
- Vice-campeão da Copa do Mundo de Voleibol Feminino 2003 no Japão
- Medalha de Bronze no Montreux Volley Masters 2003 na Suíça
- Octacampeão do Campeonato Sul-americano de Voleibol (2003, 2005, 2007, 2009, 2011, 2013, 2015 e 2017)
- Eneacampeão do Grand Prix (2004, 2005, 2006, 2008, 2009, 2013, 2014, 2016 e 2017)
- Tetracampeão do Montreux Volley Masters (2005, 2006, 2009, 2013 e 2017) na Suíça
- Tricampeão do Troféu Valle d'Aosta (2004, 2005 e 2006)
- Bicampeão da Copa dos Campeões de Vôlei (2005 e 2013) ambos no Japão
- Tricampeão da Copa Pan-Americana de Voleibol (2006 2009 e 2011)
- Vice campeão do Campeonato Mundial de Voleibol Feminino de 2006 no Japão
- Vice-campeão da Copa do Mundo de Vôlei 2007 no Japão
- Vice-campeão dos Jogos Pan-Americanos 2007 no Brasil
- Medalha de Ouro Jogos Olímpicos de Pequim 2008 na China
- Bicampeão do Final Four de Vôlei 2008 (no Brasil) e 2009 (no Peru)
- Vice-campeão da Copa dos Campeões de Vôlei (2009 e 2017) ambas no Japão
- Vice-campeão do Grand Prix (2010, 2011, e 2012)
- Vice-campeão do Campeonato Mundial de Voleibol Feminino de 2010 no Japão
- Campeão dos Jogos Pan-Americanos 2011 no México
- Medalha de Ouro nos Jogos Olímpicos de Londres em 2012 na Inglaterra
- Campeão do Torneio de Alássio 2013 na Itália
- Medalha de Bronze no Campeonato Mundial de Voleibol Feminino de 2014 na Itália
- Vice-campeão dos Jogos Pan-Americanos 2015 no Canadá
- Vice-campeão das Liga das Nações de Voleibol em 2019
- Vice-campeão das Liga das Nações de Voleibol em 2021
- Medalha de Prata nos Jogos Olímpicos de Tóquio em 2021 no Japão
- Vice-campeão das Liga das Nações de Voleibol em 2022
- Medalha de bronze nos Jogos Olímpicos de Paris em 2024 na França

## Premiações individuais
- 2003 - CBV: Melhor Treinador
- 2006 - Copa Pan-Americana: Melhor Técnico da Copa Pan-Americana
- 2008 - COB: Melhor Treinador de Esportes Coletivos
- 2013 - COB: Melhor técnico do ano
- 2014 - FIVB World Grand Prix: Melhor Treinador
- 2014 - FIVB World Championship: Prêmio Fair Play